# Нарсай Нісібійський
Нарсай (іноді Нарсе або Нарсес;сир. ܢܪܣܝ, Narsai, походить від Пахлаві Narsēh з авестійського — Nairyō.saȵhō, що означає «потужне висловлювання», ім'я язати) (прибл. 399 — прибл. 502) — один із найвидатніших ассирійських поетів — теологів, можливо, рівний за величиною Яковом Серугським, які поступаються лише Єфрему Сирину. Найвпливовіший письменник східносирійського християнства після Єфрема. Нарсай високо шанується в церквах, що походять від Церкви Сходу, а саме: Халдейській Католицькій Церкві, Ассирійській Церкві Сходу, Стародавній Церкві Сходу та Сиро-Малабарській церкві, в якій він відомий як «Флейта Святого Духа». Багато з його робіт вважаються втраченими.

## Біографія
Нарсай народився в Айн-Дулбі (ܥܝܢ ܕܘܠܒܐ) в окрузі Маалта (ܡܥܠܬܐ) в імперії Сасанідів (сьогодні — губернаторстві Дахук, Ірак). Ставши сиротою в ранньому віці, його виховував дядько, який керував монастирем Кфар-Марі (ܕܝܪܐ ܕܟܦܪ ܡܪܝ) поблизу Бет-Забдая (ܒܝܬ ܙܒܕܝ). Нарсай десять років був студентом у школі Едеси, а пізніше повернувся до неї, аби стати викладачем (близко 437 року) і з часом — головою школи. Імовірно у 471 році Нарсай залишив Едесу через розбіжності з міським єпископом Кіром (471–498 роки). За допомогою свого друга Барсауми, який був єпископом Нісібіса, Нарсай відновив школу у межах його громади. Коли в 489 році Флавій Зенон наказав закрити його колишню школу, імовірно багато його вірних співробітників і учнів вирішили приєднатися до Нарсая в Нісібісі. Дані з першого Статуту школи Нісібіса, складеного в 496 році, показують, що Нарсай був ще живий, і імовірно був поважним старим вчителем. Помер десь на початку VI століття і був похований в Нісібісі в церкві, яку пізніше висвятили на його честь. 
Одним із його учнів був Іосиф Гузая.

## Творчість
Усі твори Нарсая, що дійшли до нас, належать до характерного сирійського літературного жанру «мемра», або «проповіді у віршах». Він використовує два різних розміри — один із семи складів у рядку, інший — із дванадцяти. Мемре були розроблені для читання в церкві або релігійній школі, і кожне з них являє собою виклад певної релігійної теми. Пізніший сирійський письменник Абдішо бар Беріка з Нісібіса припускає, що Нарсай написав 360 мемре у дванадцяти томах разом із прозовими коментарями до великих розділів Старого Завіту та книгою під назвою «Про псування моралі». Проте до наших часів залишилося лише вісімдесят з проповідей і жодного прозового твору.